# Cosmioperla denise
Cosmioperla denise är en bäcksländeart som först beskrevs av Günther Theischinger 1983.  Cosmioperla denise ingår i släktet Cosmioperla och familjen Eustheniidae. Inga underarter finns listade i Catalogue of Life.